# فريد الطلحاوي
فريد الطلحاوي (من مواليد 10 فبراير 1982 في أنجيه) هو لاعب كرة قدم مغربي يلعب لفريق أولمبيك خريبكة. شارك مع منتخب بلاده في أولمبياد أثينا 2004.